# اشلی ماسارو
اشلی ماسارو (به انگلیسی: Ashley Massaro) زاده ۲۶ مهٔ ۱۹۷۹ – درگذشته ۱۶ مهٔ ۲۰۱۹ مُدل و ورزشکار حرفه‌ای کشتی حرفه‌ای آمریکایی بود.
او در سال ۲۰۱۵ گفت که میخواهد به کشتی حرفه ای برگرد و در حال تلاش برای آماده شدن برای کشتی حرفه ای بود.
وی در شماره آوریل ۲۰۰۷ مجله پلی‌بوی به صورت برهنه ظاهر شد که باعث شناخته شدن او بین مردم آمریکا شد.
او در ۱۷ مه ۲۰۱۹ پس از تلاش برای خودکشی در خانه‌اش پیدا شد و در بیمارستان درگذشت.